# Élection présidentielle iranienne de juillet 1981
 (février 2023).
La mise en forme du texte ne suit pas les recommandations de Wikipédia : il faut le « wikifier ».
Les points d'amélioration suivants sont les cas les plus fréquents :
- Les titres sont pré-formatés par le logiciel. Ils ne sont ni en capitales, ni en gras.
- Le texte ne doit pas être écrit en capitales (les noms de famille non plus), ni en gras, ni en italique, ni en « petit »…
- Le gras n'est utilisé que pour surligner le titre de l'article dans l'introduction, une seule fois.
- L'italique est rarement utilisé : mots en langue étrangère, titres d'œuvres, noms de bateaux, etc.
- Les citations ne sont pas en italique mais en corps de texte normal. Elles sont entourées par des guillemets français : « et ».
- Les listes à puces sont à éviter, des paragraphes rédigés étant largement préférés. Les tableaux sont à réserver à la présentation de données structurées (résultats, etc.).
- Les appels de note de bas de page (petits chiffres en exposant, introduits par l'outil «  Source ») sont à placer entre la fin de phrase et le point final[comme ça].
- Les liens internes (vers d'autres articles de Wikipédia) sont à choisir avec parcimonie. Créez des liens vers des articles approfondissant le sujet. Les termes génériques sans rapport avec le sujet sont à éviter, ainsi que les répétitions de liens vers un même terme.
- Les liens externes sont à placer uniquement dans une section « Liens externes », à la fin de l'article. Ces liens sont à choisir avec parcimonie suivant les règles définies. Si un lien sert de source à l'article, son insertion dans le texte est à faire par les notes de bas de page.
- La présentation des références doit suivre les conventions bibliographiques. Il est recommandé d'utiliser les modèles {{Ouvrage}}, {{Chapitre}}, {{Article}}, {{Lien web}} et/ou {{Bibliographie}}. Le mode d'édition visuel peut mettre en forme automatiquement les références.
- Insérer une infobox (cadre d'informations à droite) n'est pas obligatoire pour parachever la mise en page.

Pour une aide détaillée, merci de consulter Aide:Wikification.
Si vous pensez que ces points ont été résolus, vous pouvez retirer ce bandeau et améliorer la mise en forme d'un autre article.
L'élection présidentielle iranienne de juillet 1981 a eu lieu le 24 juillet 1981, ces élections font suite à la destitution et le limogeage du dernier président de la république, Abolhassan Bani Sadr, survenu un mois auparavant.
L'Attentat de Hafte Tir, tuant 73 membres du Parti de la république islamique, dont son chef, le puissant Mohammad Beheshti, a eu lieu peu de jours avant le scrutin.
Seuls des membres du Parti de la république islamique, ont été autorisés à se présenter.
Le résultat du scrutin a conduit à l'élection du Premier ministre, Mohammad Ali Radjaï, avec près de 88 % des suffrages.

## Contexte
Après la révolution iranienne en 1979, Abolhassan Bani Sadr est devenu le premier président de la république islamique d'Iran, le 4 février 1980. En septembre de la même année, éclata la guerre Iran-Irak, au fur et à mesure des semaines, Bani Sadr se mit à revendiquer le rôle de commandant suprême des opérations.
Le clergé commença à regarder le président d'un mauvais œil, le suspectant de vouloir mettre le pouvoir religieux sur la touche dont le Guide suprême lui-même. La tension monta au fil des mois, jusqu’à ce que le parlement destitua Bani Sadr le 21 juin 1981, décision confirmée le lendemain par l'ayatollah Khomeini qui limogea l'ancien président de la république. Ce dernier finira par s'exiler en France un mois plus tard.
Suite à la destitution de Bani Sadr fut mis en place un Conseil de la Présidence, chargé d'assurer l'intérim des fonctions présidentielles avant la tenue de nouvelles élections.
Ce conseil était composé de trois hommes chargés de représenter les trois pouvoirs :
- Mohammad Ali Radjaï, le Premier ministre
- Mohammad Beheshti, le chef du système judiciaire
- Hachemi Rafsandjani, le président du Parlement

Le premier ministre s'occupa des affaires quotidiennes de la présidence, jusqu'à la tenue des élections.
Le 28 juin, eu lieu l'Attentat de Hafte Tir, qui tua de nombreux dignitaires du régime dont le très influent, Mohammad Beheshti. Cet évènement eu pour conséquences de radicaliser le régime, qui tolérait de moins en moins la pluralité dans le système politique.

## Candidats
A cette période, le régime iranien s'était fortement radicalisé, du fait de la situation de guerre contre l'Irak (qui était soutenu par l'ensemble des puissances occidentales) et sur le plan intérieur, du fait du nombres d'attentats commis contre les principaux dirigeants du pays.
De fait, le Parti de la république islamique pris une position de quasi-parti unique,  puisque sur les 71 candidats à la présidence, seuls 4 (tous membres du parti de la république islamique) ont été autorisés a se présenter.

## Résultats
| Élection présidentielle iranienne de juillet 1981 | Élection présidentielle iranienne de juillet 1981 | Élection présidentielle iranienne de juillet 1981 | Élection présidentielle iranienne de juillet 1981 | Élection présidentielle iranienne de juillet 1981 | Élection présidentielle iranienne de juillet 1981 | Élection présidentielle iranienne de juillet 1981 | Élection présidentielle iranienne de juillet 1981 |
| Parti                                             | Parti                                             | Candidats                                         | Nohen et al                                       | Nohen et al                                       | ISSDP                                             | ISSDP                                             |                                                   |
| Parti                                             | Parti                                             | Candidats                                         | Votes                                             | %                                                 | Votes                                             | %                                                 |                                                   |
| ------------------------------------------------- | ------------------------------------------------- | ------------------------------------------------- | ------------------------------------------------- | ------------------------------------------------- | ------------------------------------------------- | ------------------------------------------------- | ------------------------------------------------- |
|                                                   | Parti de la république islamique                  | Mohammad Ali Radjaï                               | 12,960,619                                        | 88.51                                             | 12,779,050                                        | 87.69                                             |                                                   |
|                                                   | Parti de la république islamique                  | Abbas Sheibani                                    | 626,301                                           | 4.28                                              | 658,498                                           | 4.52                                              |                                                   |
|                                                   | Parti de la république islamique                  | Ali-Akbar Parvaresh                               | 401,035                                           | 2.74                                              | 339,646                                           | 2.33                                              |                                                   |
|                                                   | Parti de la république islamique                  | Habibollah Asgaroladi                             | 252,349                                           | 1.72                                              | 249,457                                           | 1.71                                              |                                                   |
| Blancs ou nuls                                    | Blancs ou nuls                                    | Blancs ou nuls                                    | 402,248                                           | 2.75                                              | 547,152                                           | 3.75                                              |                                                   |
| Total                                             | Total                                             | Total                                             | 14,642,552                                        | 100                                               | 14,573,803                                        | 100                                               |                                                   |